# ポゴナクラブジム
ポゴナクラブジム（Pogona Club Gym）は、日本およびパラグアイに拠点を持つ総合格闘技・キックボクシング・ブラジリアン柔術・フィットネスの道場。
創設者・平田真実の掲げた「みんなで楽しく強くなろう！」というスローガンのもと、その理念に共感する多くの協力者が集い、活動を展開してきた。
創生期はまったくの無名なジムで、著名な指導者もいない中、それぞれの自立心を大切に練習カリキュラムと環境を整えることで強い選手が育つとの理念を実践していきまたたくまに各大会で入賞者を輩出、プロ選手も育成され日本有数の格闘技ジムへと成長していった。

## 名称の由来
「ポゴナクラブジム」の名称にある「ポゴナ」は、オーストラリア原産の爬虫類であるフトアゴヒゲトカゲの学名「Pogona」に由来する。創設者の平田真実は『フトアゴヒゲトカゲ―その飼育と繁殖』（1995年、新日本医学出版社）の著者であり、かつてこの爬虫類のファンクラブ「ポゴナクラブ」を運営していた。
後にそのファンクラブが発展し、法人化された「株式会社ポゴナクラブ」の倉庫内で格闘技の同好会的な練習を始めたことをきっかけに、「ポゴナクラブジム」という名称が生まれた。

## 概要
2000年1月、埼玉県川口市東川口にて株式会社ポゴナクラブ（所在地：埼玉県川口市東川口2丁目22番23号）の倉庫を活用し、前身となる格闘技同好会「格闘技ミッション」が発足。
2005年6月26日、「ポゴナクラブジム」としてリニューアルオープンし、正式な格闘技ジムとして昇格した。以後、複数の支部を展開し、ブラジリアン柔術・総合格闘技・キックボクシングを中心とした指導を行っている。

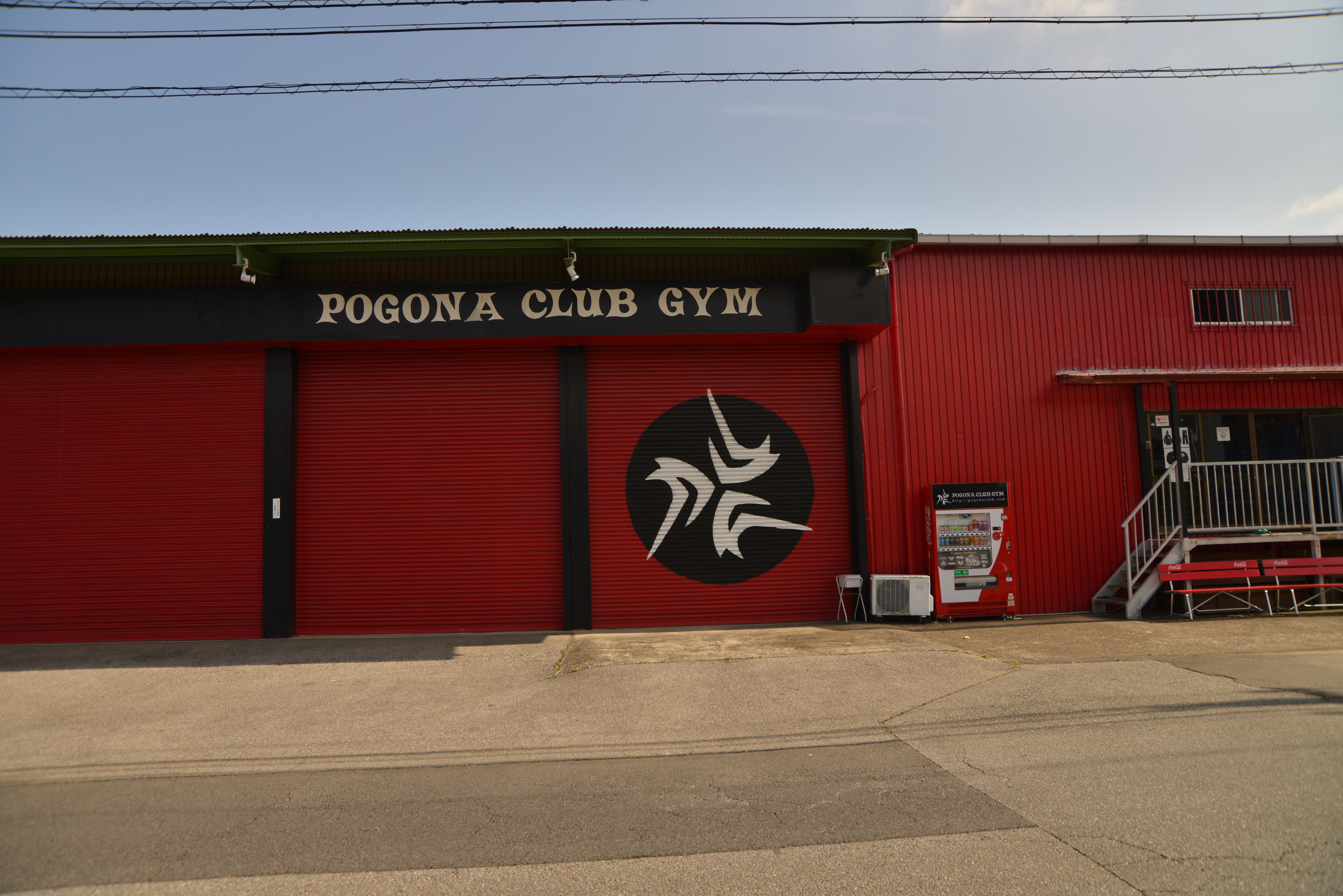
2016年当時のポゴナクラブジム外観

## 支部展開
- 2009年10月1日 - 東大和支部（現・高本道場）オープン
- 2010年 - 埼玉支部オープン
- 2014年10月 - ポゴナジム・アスンシオン（パラグアイ）オープン（支部ではなく独立団体）

## 所属していた著名選手
- 金古一朗 - 日本を代表するブラジリアン柔術家。現シュラプネル柔術アカデミー代表。
- 湯浅麗歌子 - ブラジリアン柔術柔術女子世界王者。高校生で入門し、2012年頃まで在籍。[5]
- 渋谷カズキ - 総合格闘技KROSS×OVER MMA初代フライ級王者。高本道場所属。
- 原虎徹 - プロ格闘家。CAVE所属。
- 吉岡大 - 日本を代表するブラジリアン柔術家
- 杉内勇 - 総合格闘家。現・ポゴナクラブジム埼玉支部代表
- 杉内由紀 - 日本を代表する女子総合格闘家（成績はこちら）
- 平田真之 - 総合格闘家、2012年9月にパラグアイアスンシオンで開かれたイベントSPARTAⅡバーリトゥードで1本勝ち[6]。現ポゴナジムアスンシオン代表。
- 井上皓平 - 総合格闘家、パンクラシスト。MMA戦績9戦6勝3敗。
- 柿沼 慶 - 元プロキックボクサー、ムエタイ4冠、通算戦績27戦16勝15KO10敗1分。
- FUMIYA - プロキックボクサー、戦績26戦 11勝(11KO) 15敗 0分。
- JASMINE - プロ女子キックボクサー、2021.11.7　WMC日本バンタム級王者、2023.11.26　IPCC日本スーパーバンタム級王者。[7]
- 若林正明 - プロキックボクサー、元J-NETWORKライト級8位。ジム創生期に入会、ポゴナクラブジムが産んだ初のプロ格闘家選手の一人。現銀座美Dical店長・整体師をしながらコーチも務める。

## 報道・メディアでの取り扱い
- テレビ埼玉『埼京伝説』（出演時期：2012年5月31日）
- 地域ケーブルテレビでの紹介（2005年6月26日のオープン式典）[8]
- 特撮ドラマ『仮面ライダーフォーゼ』第21・22話（放送日：2012年2月5日、2月12日）にてロケ地として使用
- 雑誌「格闘Ｋマガジン」2001年７月号
- フリーペーパー｢東京新聞ショッパー｣2008年10月21日　一面トップ記事
- ファイト＆ライフVol.11　2009年２月２０日発売号
- フリーペーパー｢東京新聞ショッパー｣2009年4月2日
- 格闘技雑誌｢ゴング格闘技｣　代表平田真実とエンセン井上との対談記事

## 代表者と運営体制の変遷
初代代表は著述家・牧師でもある平田真実。同氏のもとで創設・運営されたジムは、2012年に株式会社ポゴナクラブごと現代表・鈴木守に事業譲渡され、以降は同氏の主導で運営されている。
また、2014年に開設されたポゴナジム・アスンシオンは、2015年に平田真実の長男・平田真之（Saneyuki Hirata）に代表が継承された。